# Пйове-ді-Сакко
Пйове-ді-Сакко (італ. Piove di Sacco, вен. Piove de Saco) — муніципалітет в Італії, у регіоні Венето, провінція Падуя.
Пйове-ді-Сакко розташоване на відстані близько 380 км на північ від Рима, 28 км на південний захід від Венеції, 18 км на південний схід від Падуї.
Населення — 19 797 осіб (2014).
Щорічний фестиваль відбувається 11 листопада. Покровитель — Мартин Турський.

## Демографія
Населення за роками:

Станом на 1 січня 2023 року в муніципалітеті офіційно проживало 2338 іноземців з 65 країн, серед них 690 громадян країн Євросоюзу та 29 громадян України.

## Сусідні муніципалітети
- Арцергранде
- Бруджине
- Кампанья-Лупія
- Камполонго-Маджоре
- Кодевіго
- Понтелонго
- Сант'Анджело-ді-Пьове-ді-Сакко

## Відомі особистості
В поселенні народився:
- Гваренто ді Арпо — італійський художник.